# Irina Margareta Nistor

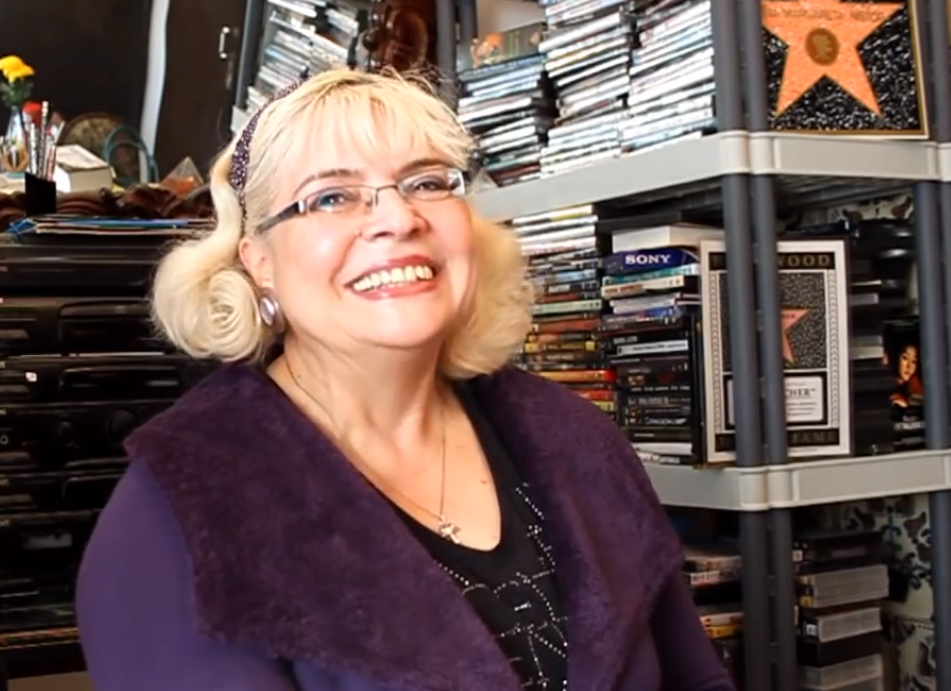
Irina Margareta Nistor in 2012

Irina Margareta Nistor (Boekarest, 26 maart 1957) is een Roemeens vertaalster, stemacteur en filmrecensent. In de periode 1985-1989 verwierf zij bekendheid als stemacteur door het nasynchroniseren van duizenden illegale Engels- en Franstalige films in het Roemeens, in een daad van verzet tegen het bewind in Communistisch Roemenië. Door de brede verspreiding van deze illegale films werd ze een van de meest herkenbare stemmen in Roemenië.
Nistor studeerde in 1980 af met een bachelor of arts in buitenlandse talen. Van 1983 tot 1999 werkte ze, eerst als vertaalster en later als producent, bij de publieke televisieomroep van Roemenië. Voor de publieke omroep heeft ze zo'n 500 films nagesynchroniseerd. In 1985 kwam ze via een collega in contact met Teodor Zamfir, een importeur en distributeur van illegale westerse films op VHS, die haar inhuurde om Engels- en Franstalige films in het Roemeens in te spreken. Na haar werk ging ze naar Zamfir waar ze dagelijks voor 6 tot 8 films alle stemmen insprak. In de periode van 1985 tot 1989 sprak ze meer dan duizend films in. De films werden verspreid en gezien in heel Roemenië, waardoor ze een van de meest herkenbare stemmen in Roemenië werd.
In haar carrière sprak ze meer dan vijfduizend films in, uit het Engels, Frans, Italiaans en Spaans. Ze vertaalde verder meer dan 100 boeken en verhalen. Ze was live commentator voor film ceremonies zoals bijvoorbeeld Cannes, de Oscars, BAFTA, EMMY, en in 1993 produceerde ze voor TV5MONDE een documentaire over de Roemeense filmindustrie na 1989. Ze werkt als filmcriticus en heeft een Roemeens film festival opgezet. In 2006 bracht ze een boek uit over de Roemeense film criticus D.I. Suchianu.